# John B. Anderson
John Bayard Anderson (ur. 15 lutego 1922 w Rockford, zm. 3 grudnia 2017 w Waszyngtonie) – amerykański polityk.

## Życiorys
Urodził się 15 lutego 1922 w Rockford, jako John Bayard Anderson, syn szwedzkich rodziców Ernesta Albina Andersona, właściciela sklepu spożywczego oraz Mabel Edny Ring Anderson. Anderson, piąty z sześciorga dzieci, wychowywał się w pobożnym chrześcijańskim domu. Uczęszczał do lokalnych szkół, ukończył klasę maturalną w 1939 w Rockford Central High School. Następnie wstąpił na Uniwersytet Illinois w Urbanie i Champaign, gdzie w 1942 trzymał stopień bakałarza, a cztery lata później – doktora nauk prawnych. W czasie II wojny światowej służył w Armii Stanów Zjednoczonych w latach 1943–1945. Studiował także na Uniwersytecie Harvarda, gdzie w 1949 otrzymał tytuł Legum Magister, a później objął katedrę prawa na Northeastern University w Bostonie.
W okresie powojennym prowadził prywatną praktykę prawniczą, a w 1952 został doradcą amerykańskiej delegacji Komisji Okupacyjnej Niemiec. W połowie lat 50. został prokuratorem stanowym w hrabstwie Winnebago, a w 1960 wybrano go do Izby Reprezentantów z ramienia Partii Republikańskiej. W Kongresie zasiadał przez 20 lat – w 1980 nie ubiegał się o reelekcję. Usiłował zdobyć nominację prezydencką republikanów, jednak bez powodzenia. Postanowił wówczas wystartować jako kandydat bezpartyjny, postulując zrównoważenie budżetu i ograniczenie wydatków oraz poparcie dla ustaw o równości praw kobiet i homoseksualistów. W głosowaniu powszechnym uzyskał ponad 5,7 milionów głosów, co stanowiło trzeci wynik wśród kandydatów. Po porażce wyborczej skupił się na karierze naukowej i otrzymał tytuł profesora wizytującego licznych uczelni, m.in.: Uniwersytetu Stanforda, Uniwersytetu Brandeisa, Uniwersytetu Stanu Oregon czy University of Massachusetts. Zmarł 3 grudnia 2017 w Waszyngtonie.